# Анна Жевуська
Анна Жевуська до шлюбу Любомирська (1717 — 1763) — княгиня, донька чернігівського воєводи князя Юзефа Любомирського від другого шлюбу з Тересою Мнішек. Була прямим нащадком Василя Костянтина Острозького у восьмому коліні. 

## Біографія
З 1732 року дружина великого гетьмана коронного Вацлава Петра Жевуського з Підгірців. Мати останнього коронного гетьмана Северина Жевуського.
Мала 10 дітей, з яких п'ятеро дожили до дорослого віку: Станіслав Фердинанд, Тереза Кароліна, Юзеф, Людовика Марія, Северин. 
14 вересня 1748 року, під час перебування у Відні, отримала орден Зоряного хреста, який був найвищим австрійським державним знаком для жінок того часу.
Займалася письменництвом, була відома своєю побожністю, зокрема практикувала самобичування залізним ланцюгом, який потім зберігали в Підгорецькому замку як фамільну реліквію. Потерпала від неприязні свекрухи Людвіки Жевуської з Куницьких, невдоволеної розподілом майна після смерті свого чоловіка Станіслава Матеуша Жевуського, свекра Анни, і прокляла своїх нащадків до четвертого коліна. Потерпала також від суворості і ревнощів чоловіка: про це свідчить записка до чоловіка, яка також зберігалася в замку, написана кров'ю, в якій Анна запевняє його у вірності. 
Занедужавши перед смертю, переїхала до монастиря домініканок у Львові, де померла. Була похована в монастирі капуцинів в Олеську, разом зі своїми дітьми, померлими в дитинстві. Після її смерті слуги Підгорецького замку скаржились Вацлаву Жевуському на її привид, що блукає замком.